# Scott Henderson
Scott Henderson (26. august 1954 i Florida) er en amerikansk fusions- og bluesguitarist.  
Henderson er nok mest kendt fra gruppen Tribal Tech, men kom frem med Chick Coreas Electric Band i 1986. Han har også spillet med Joe Zawinuls Syndicate og violinisten Jean Luc Ponty. Henderson var endvidere med i gruppen Vital Tech Tones med Steve Smith og Victor Wooden. 